# Cedar Glen West
Cedar Glen West és una concentració de població designada pel cens dels Estats Units a l'estat de Nova Jersey. Segons el cens del 2000 tenia 1.376 habitants.

## Demografia
Segons el cens del 2000, Cedar Glen West tenia 1.376 habitants, 914 habitatges, i 337 famílies. La densitat de població era de 487,4 habitants/km².
Dels 914 habitatges en un 3,4% hi vivien nens de menys de 18 anys, en un 31,1% hi vivien parelles casades, en un 5,1% dones solteres, i en un 63,1% no eren unitats familiars. En el 60,2% dels habitatges hi vivien persones soles el 50,9% de les quals corresponia a persones de 65 anys o més que vivien soles. El nombre mitjà de persones vivint en cada habitatge era d'1,51 i el nombre mitjà de persones que vivien en cada família era de 2,28.
Per edats la població es repartia de la següent manera: un 5% tenia menys de 18 anys, un 1,4% entre 18 i 24, un 7,4% entre 25 i 44, un 18% de 45 a 60 i un 68,2% 65 anys o més.
L'edat mediana era de 73 anys. Per cada 100 dones de 18 o més anys hi havia 54,1 homes.
La renda mediana per habitatge era de 21.840 $ i la renda mediana per família de 34.583 $. Els homes tenien una renda mediana de 31.313 $ mentre que les dones 29.583 $. La renda per capita de la població era de 19.548 $. Cap de les famílies i el 8,1% de la població estaven per davall del llindar de pobresa.

## Poblacions més properes
El següent diagrama mostra les poblacions més properes.